# Championnat des Seychelles de football 1995
Navigation
Saison précédente Saison 1997
La saison 1995 de Barclays First Division est la seizième édition de la première division seychelloise. Les douze meilleures équipes du pays s'affrontent en matchs aller et retour au sein d'une poule unique. 
C'est le club de Sunshine SC qui a été sacré champion des Seychelles pour la première fois de son histoire. Le club termine en tête du classement final du championnat, devançant de huit points sur deux clubs Saint-Michel United et Red Star FC.
Sunshine SC se qualifie pour la Coupe des clubs champions africains 1996.

## Les équipes participantes
| - Saint-Louis FC - Red Star FC - Sunshine SC - Saint-Michel United - Beau Vallon - Rivière Anglaise | - Bel Air - Rovers - Plaisance - Port Glaud - Glacis - Falcons |

## Classement
Le classement est établi sur le barème de points classique (victoire à 2 points, match nul à 1, défaite à 0).
| Rang | Équipe              | Pts | J  | G  | N  | P  | Bp | Bc | Diff |
| ---- | ------------------- | --- | -- | -- | -- | -- | -- | -- | ---- |
| 1    | Sunshine SC         | 54  | 22 | 17 | 3  | 2  | 67 | 19 | +48  |
| 2    | Saint-Michel United | 46  | 22 | 14 | 4  | 4  | 54 | 25 | +29  |
| 3    | Red Star FCC        | 46  | 22 | 14 | 4  | 4  | 44 | 19 | +25  |
| 4    | Saint-Louis FCT     | 44  | 22 | 14 | 2  | 7  | 43 | 25 | +18  |
| 5    | Beau Vallon         | 34  | 22 | 10 | 4  | 8  | 23 | 27 | -4   |
| 6    | Bel Air             | 27  | 22 | 7  | 6  | 9  | 25 | 40 | -15  |
| 7    | Rivière             | 26  | 22 | 7  | 5  | 10 | 28 | 32 | -4   |
| 8    | Falcons             | 25  | 22 | 5  | 10 | 7  | 23 | 33 | -10  |
| 9    | Plaisance           | 23  | 22 | 6  | 5  | 11 | 28 | 34 | -6   |
| 10   | Glacis              | 16  | 22 | 3  | 7  | 12 | 15 | 47 | -32  |
| 11   | Rovers              | 14  | 22 | 3  | 5  | 14 | 19 | 45 | -26  |
| 12   | Port Glaud          | 14  | 22 | 4  | 2  | 16 | 19 | 47 | -28  |

| Légende : Qualifications et relégations | Légende : Qualifications et relégations                        |
| --------------------------------------- | -------------------------------------------------------------- |
|                                         | Qualification pour la Coupe des clubs champions africains 1996 |
|                                         | Qualification pour la Coupe des Coupes 1996                    |
|                                         | Relégation directe en deuxième division                        |
|                                         | T : Tenant du titre C : Vainqueur de la Coupe des Seychelles   |

## Bilan de la saison
| Championnat des Seychelles de football 1995 |                         |
| Champion                                    | Sunshine SC (1er titre) |
| Coupes et trophées                          |                         |
| Vainqueur de la Coupe des Seychelles 1995   | Red Star FC             |
| Qualifications continentales                |                         |
| Coupe des clubs champions africains 1996    | Sunshine SC             |
| Coupe des Coupes 1996                       | Red Star FC             |
| Promotions et relégations                   |                         |
| Promus en Barclays First Division           | Inconnu                 |
| Relégués en Second Division                 | Inconnu                 |